# 羅輅
羅輅（1487年—1535年），字質甫，號半窗，應天府江宁县民籍，浙江秀水縣人。明朝政治人物。

## 生平
治《易經》，行八，由儒士中式正德二年（1507年）應天府鄉試第九十五名舉人，年二十二歲中式正德三年（1508年）戊辰科會試第七十四名，第三甲第五名進士。初授中书舍人，历知赣州府、袁州府、南康府、南昌府，轉山東按察司副使。嘉靖十二年八月升順天府府丞，十三年闰二月升大理寺少卿，十四年三月充殿试读卷官，同年卒。

## 家族
曾祖羅文忠。祖羅衡，赠工部员外郎。父羅麟，廣東布政司參議進階中順大夫。嫡母魏氏，封宜人；生母王氏。具庆下，兄羅載、羅輿（贡士）。